# HD 149837
HD 149837，又名CP-60 6603，SAO 253651、HR 6177，是一颗恒星，视星等为6.18，位于銀經327.81，銀緯-9.2，其B1900.0坐标为赤經16h 32m 3s，赤緯-60° -9.2′ 44″。